# سربووو
سربووو (به صربی: Srbovo) یک منطقهٔ مسکونی در صربستان است که در نگوتین واقع شده‌است. سربووو ۵۰۲ نفر جمعیت دارد.